# Moon So-ri
Moon So-ri (hangul: 문소리; ur. 2 lipca 1974) – południowokoreańska aktorka, reżyserka i scenarzystka filmowa.

## Życiorys
W latach 1995–1997 należała do grupy teatralnej Hangang. Moon jest najbardziej znana z ról w filmach reżysera Lee Chang-donga Miętowy cukierek (1999) i Oaza (2002). Za kreację zakochanej osoby ze znaczną niepełnosprawnością w tym ostatnim tytule otrzymała Nagrodę im. Marcello Mastroianniego na 59. MFF w Wenecji. W filmie Żona dobrego prawnika (2003) w reżyserii Im Sang-soo Moon zagrała rolę gospodyni domowej, która spała z nastolatkiem. Jej występ w filmie przyniósł jej w 2004 roku nagrodę Grand Bell Award dla najlepszej aktorki. Zasiadała w jury sekcji „Horyzonty” na 73. MFF w Wenecji.

### Życie prywatne
Moon ukończyła edukację na Uniwersytecie Sungkyunkwan. 24 grudnia 2006 poślubiła reżysera Jang Joon-hwana. Po poronieniu w 2010 roku urodziła córkę Jang Yeon-du 4 sierpnia 2011 roku.

## Filmografia

### Filmy
- The Power Of Love (1998)
- Bakha Satang (1999) – Sunim
- Black Cut (2000)
- Bom-san-eh (2001)
- Plan 19 From Outer Space (2001)
- Oasiseu (2002) – Han Gong-ju
- Baramnan Kajok (2003) – Eun Ho-jung
- Hyojadong Ibalsa (2004) – Kim Min-ja
- Saranghae, Malsoonssi (2005) – Kim Mal-soon
- Sa-kwa (2005) – Hyun-jung
- The Nine Lives of Korean Cinema (2005)
- Yeogyosu-ui eunmilhan maeryeok (2006) – Cho Eun-sook
- Gajokeui tansaeng (2006) – Lee Mi-ra
- Na-eui Ma-eum-eun Ji-ji Anh-ass-da (2007) – narrator
- Uri saengae choegoui sungan (2008) – Han Mi-sook
- Jal Aljido Mot-hamyeonseo (2009) – Jecheon – kobieta z Seulu (głos)
- Take Action, Now or Never! (2009)
- Nalara Penggwyn (2009) – Song Hee-jung
- The End (2009)
- Jakeun yeonmot (2010) – uchodźca
- Hahaha (2010) – Wang Seong-ok
- Hanyeo (2010) – położnik
- Madangeul Naon Amtak (2011) – Leafie / Yipsak / Sprout / Dais (głos)
- Ari Ari the Korean Cinema (2011)
- Dareun Naraeseo (2012) – Geum-hee
- Bun-no-ui Yun-ni-hak (2013) – Kim Sun-hwa
- Seu-pa-i (2013) – Young-hee
- Gwanneungui Bubchik (2014) – Jo Mi-yeon
- Man-sin (2014) – Kim Geum-hwa (średni wiek)
- Jayuui Eondeok (2014) – Young-sun
- Phantoms of the Archive (2014)
- Yeo-bae-u-neun O-neul-do (akt 2) (2015) – So-ri
- Yeo-bae-u-neun O-neul-do (akt 3) (2015) – So-ri
- Accompany (2015)
- Pil-leum-si-dae-sa-rang (2015) – woźny szpitala
- Służąca (2016) – ciotka Hideko
- Garyeojin Sigan (2016) – Dr. Min
- Teukbyeolsimin (2017) – Jung Jae-yi
- Yeo-bae-u-neun O-neul-do (2017) – So-ri
- Legenda o Błękitnym Oceanie (2017) – Ahn Jin-joo
- 1987 (2017) – Kobieta w systemie PA (głos)
- Liteul Poleseuteu (2018) – matka Hye-won
- Gunsan: Geowileul Nolaehada (2018) – Song-hyun
- Eondeodog (2018) – (głos)
- Baesimwondeul (2019) – Kim Joon-gyeom
- Ni bumo eolgul-ibogo sipda (2020) – matka ucznia
- Se Jamae (2021) – Mi-yeon

### Telewizja
- Taewangsasingi (MBC 2007) – Kiha / Kajin
- Nae Insaengui Hwangkeumgi (MBC 2008-2009) – Lee Hwang
- Legenda o Błękitnym Oceanie (SBS 2016) – Ahn Jin-joo
- Laipeu (JTBC 2018) – Oh Se-hwa
- Eseuepeueit (MBC 2020) – Ga Hye-ra
- Bogeon-gyosa An Eunyeong (Netflix 2020) – Hwa-soo
- Michiji Angoseoya (MBC 2021)

### Reżyserka
- Yeo-bae-u-neun O-neul-do (akt 1) (2014)
- Yeo-bae-u-neun O-neul-do (akt 2) (2015)
- Yeo-bae-u-neun O-neul-do (akt 3) (2015)
- Yeo-bae-u-neun O-neul-do (film pełnometrażowy) (2017)

## Nagrody
- Grand Bell Awards Grand Bell Award dla najlepszej aktorki: 2003 Baramnan Kajok